# Ueli Steck
Ueli Steck (Langnau im Emmental, Cantão de Berna, 4 de outubro de 1976 – Nuptse, Nepal, 30 de abril de 2017) foi um alpinista suíço. Era conhecido por suas ascensões em estilo alpino e por bater diversos recordes de velocidade em escaladas em montanhas famosas (prática conhecida como speed climbing ou alpinismo de velocidade), especialmente nas Grandes vertentes norte dos Alpes. Obteve o prêmio Piolet de ouro em 2009 e 2014.
Morreu em 30 de abril de 2017, ao cair cerca de mil metros da montanha Nuptse, ao lado do monte Everest.

## Carreira
Com apenas 18 anos de idade, Ueli Steck já se destacou ao escalar a Face Norte do Eiger, uma das vertentes mais míticas do alpinismo, e o Pilar Bonatti. Em junho de 2004, junto com Stephan Siegrist, escalaram o Eiger, Monch e Jungrau em apenas 25 horas. Em 2005, a revista Alpinism o nomeou como um dos três melhores alpinistas da Europa.
Steck conseguiu seu primeiro recorde de velocidade na Face Norte do Eiger em 2007, escalando em 3 horas e 54 minutos. Este recorde foi diminuído, a 2 horas, 47 minutos e 33 segundos ao ano seguinte.
Em maio de 2008, escalou Annapurna, estando a romper o tempo de ascensão mas uma avalanche impediu-o. Na semana seguinte, escalou junto a seu assistente  espanhol, o alpinista Iñaki Ochoa de Olza, quem teve um colapso. O auxílio médico foi lento em atender ao alpinista espanhol e este morreu, apesar da ajuda prestada por Steck.
Em 2008, Steck foi o vencedor do Eiger Award por seus feitos alpinistas.
Em abril de 2013. junto com outros dois alpinistas, Simone Moro e Jonathan Griffith, se envolveu em uma briga com um Sherpa no Everest.
Em 2014 fez a primeira ascensão em solitário de Annapurna, e ganhou seu segundo Piolet d'Or (Piolet de Ouro). A fins de 2015 conseguiu um novo recorde pela Vertente Norte do Eiger, também em solitário, em 2 horas, 22 minutos e 50 segundos.
Em abril de 2016, Steck e o alpinista alemão David Göttler encontraram os corpos de Alex Lowe e o parapente David Bridges. Em 1999, tanto Lowe como Bridges morreram numa avalanche enquanto procuravam uma rota para escalar o Shishapangma e tentar o primeiro descenso em ski.

## Cumes destacados

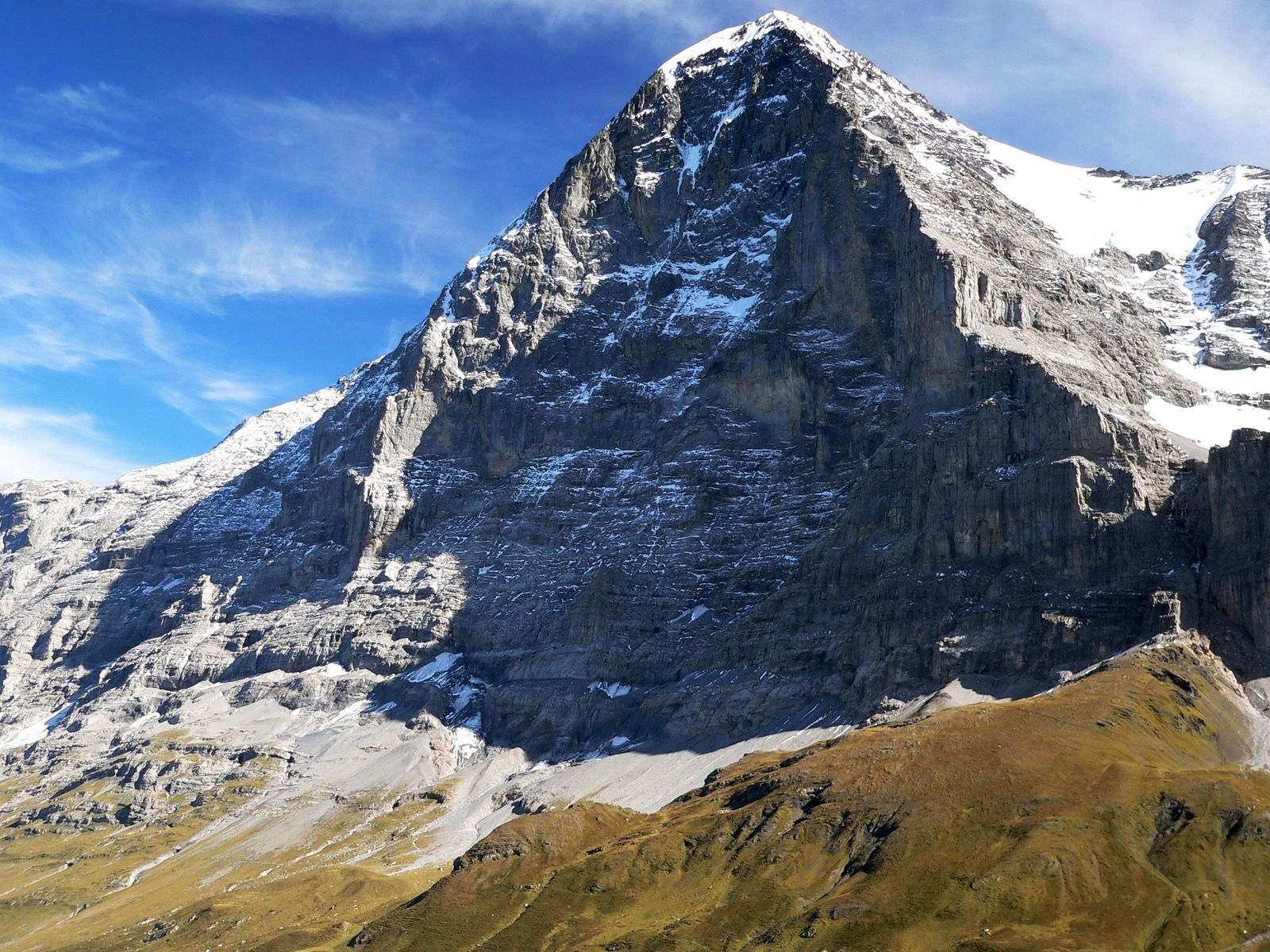
A face norte do Eiger, onde estabeleceu seus recordes de velocidade e abriu novas rotas de grande dificuldade

### Vias ou cumes coroadas em equipe
- 2001: Primeira ascensão pela face oeste do Pumori, com Ueli Bühler
- 2002: Abertura da via The Young Spider na face norte do Eiger, com Stephan Siegrist
- 2003: Abertura da via A Vida é Assobiar na face norte do Eiger, com Stephan Siegrist

### Vias ou cumes realizados em solitário
- 2004: Abertura da via Excalibur no Wendenstöcke
- 2005: Primeira ascensão em solitário ao Cholatse e ao Tawesche (Himalaya)
- 2006: Primeira ascensão em solitário da via The Young Spider no face norte do Eiger
- 2010: Melhora do recorde de velocidade da via Ginat na face norte de Lhes Droites, até então em mãos de Christophe Profit

### Recordes de velocidade
- 2004: Face norte do Eiger, o Mönch e o Jungfrau com Stephan Siegrist, em 25 horas
- 2007: Face norte do Eiger, em 3 horas e 54 minutos
- 2008: Face norte do Eiger, em 2 horas 22 minutos e 33 segundos[6]
- 2008: Face norte do less Grandes Jorasses pela via Colton-McIntyre, em 2 horas 21 minutos
- 2009: Face norte do Cervino pela via Schmid, em 1 hora e 56 minutos
- 2011: Face sul do Shishapangma, em 10 horas e 30 minutos
- 2013: Face sul do Annapurna, em 28 horas e em solitário pela via aberta por Pierre Béghin e Jean-Christophe Lafaille, situada entre a via britânica de 1970 e a via japonesa de 1981.[7]
- 2015: Coroar todas os cumes a mais de 4000 metros dos Alpes, em 62 dias[8]
- 2015: Face norte do Eiger, em 2 horas e 22 minutos, pela via Heckmair

### Vias em escalada livre
- 2008: Face norte do Eiger pela via Pacienca (8a/5.13b), primeira ascensão em escalada livre
- 2009: O Capitão pela via Golden Gate (8a/5.13b)

### Vida pessoal e morte
Steck foi um carpintero viajante e viveu em Ringgenberg, perto de Interlaken, Suíça. Morreu em 30 de abril de 2017, enquanto aclimatava-se a uma tentativa de ascensão da Rota Hornbein na Ponte Oeste do Everest sem oxigênio suplementar. Essa rota tinha sido poucas vezes escalada, sendo a última em 1991. Seu plano era realizar uma travessia saindo do Nuptse, passando pelo Lhotse, a quarta montanha mais alta do mundo, e chegando ao cume do Everest. Esta combinação nunca antes se tinha tentado. Durante a preparação da escalada em Nuptse, Steck caiu cerca de 1000 metros e morreu.